# Bodianus cylindriatus
Bodianus cylindriatus là một loài cá biển thuộc chi Bodianus trong họ Cá bàng chài. Loài này được mô tả lần đầu tiên vào năm 1930.

## Từ nguyên
Từ định danh của loài được ghép bởi hai từ trong tiếng Latinh: cylinder ("trục lăn") và hậu tố atus ("có tính chất"), hàm ý đề cập đến hình dạng cơ thể của chúng.

## Phạm vi phân bố và môi trường sống
B. cylindriatus có phạm vi phân bố rải rác ở Tây Thái Bình Dương. Từ vùng biển phía nam Nhật Bản (tỉnh Kōchi), phạm vi của loài này trải dài đến đảo Đài Loan; núi ngầm Kammu thuộc chuỗi núi ngầm Hawaii-Emperor (Tây Bắc Hawaii); quần đảo Chesterfield (biển San Hô). B. cylindriatus được quan sát và thu thập ở độ sâu khá lớn, khoảng từ 250 đến 510 m.

## Mô tả
B. cylindriatus có chiều dài cơ thể tối đa được ghi nhận là 14,2 cm. Nửa trên của cơ thể có màu hồng đến màu cam ửng đỏ, chuyển dần sang hồng nhạt ở hai bên lườn và trắng dưới bụng. Đầu có vệt màu vàng băng qua mắt. Có một đốm đỏ lớn ngay giữa gốc vây đuôi. Vây lưng hồng nhạt ở gốc, có đốm đỏ sẫm ở trước, phần vây còn lại phớt vàng. Vây hậu môn trắng với vệt đỏ hình tam giác ở gốc. Vây đuôi màu vàng, rìa trên và dưới màu đỏ. Vây ngực trong suốt. Vây bụng vàng có rìa trắng.
Số gai ở vây lưng: 12; Số tia vây ở vây lưng: 10; Số gai ở vây hậu môn: 3; Số tia vây ở vây hậu môn: 12; Số tia vây ở vây ngực: 15–17.

### Trích dẫn
- Martin F. Gomon (2006). “A revision of the labrid fish genus Bodianus with descriptions of eight new species” (PDF). Records of the Australian Museum, Supplement. 30: 1–133. ISSN 0812-7387.